# Rahway
Rahway ist eine Stadt im Union County, New Jersey, USA. Das U.S. Census Bureau ermittelte bei der Volkszählung 2020 eine Einwohnerzahl von 29.556. Rahway wurde 1804 gegründet.

## Geographie
Nach den Angaben des United States Census Bureaus hat die Stadt eine Gesamtfläche von 10,5 km2, wovon 10,3 km2 Land und 0,1 km2 (1,24 %) Wasser sind.

## Demographie
Nach der Volkszählung von 2000 gibt es 26.500 Menschen, 10.028 Haushalte und 6.728 Familien in der Stadt. Die Bevölkerungsdichte beträgt 2.564,3 Einwohner pro km2. 60,19 % der Bevölkerung sind Weiße, 27,07 % Afroamerikaner, 0,16 % amerikanische Ureinwohner, 3,58 % Asiaten, 0,05 % pazifische Insulaner, 5,62 % anderer Herkunft und 3,33 % Mischlinge. 13,87 % sind Latinos unterschiedlicher Abstammung.
Von den 10.028 Haushalten haben 30,0 % Kinder unter 18 Jahre. 46,7 % davon sind verheiratete, zusammenlebende Paare, 15,6 % sind alleinerziehende Mütter, 32,9 % sind keine Familien, 28,0 % bestehen aus Singlehaushalten und in 11,7 % Menschen sind älter als 65. Die Durchschnittshaushaltsgröße beträgt 2,63, die Durchschnittsfamiliengröße 3,24.
23,9 % der Bevölkerung sind unter 18 Jahre alt, 7,8 % zwischen 18 und 24, 32,0 % zwischen 25 und 44, 21,8 % zwischen 45 und 64, 14,5 % älter als 65. Das Durchschnittsalter beträgt 37 Jahre. Das Verhältnis Frauen zu Männer beträgt 100:91,2, für Menschen älter als 18 Jahre beträgt das Verhältnis 100:86,5.
Das jährliche Durchschnittseinkommen der Haushalte beträgt 50.729 USD, das Durchschnittseinkommen der Familien 61.931 USD. Männer haben ein Durchschnittseinkommen von 41.047 USD, Frauen 32.091 USD. Der Prokopfeinkommen der Stadt beträgt 22.481 USD. 7,1 % der Bevölkerung und 5,4 % der Familien leben unterhalb der Armutsgrenze, davon sind 9,3 % Kinder oder Jugendliche jünger als 18 Jahre und 8,2 % der Menschen sind älter als 65.

## Geschichte
Einwohnerentwicklung:
| Jahr | Einwohner¹ |
| ---- | ---------- |
| 1980 | 26.723     |
| 1990 | 25.325     |
| 2000 | 26.500     |
| 2010 | 27.346     |
| 2020 | 29.556     |

¹ 1980–2020: Volkszählungsergebnisse

## Persönlichkeiten
Söhne und Töchter der Stadt:
- Thaddeus Hyatt (1816–1901), Anwalt und Erfinder
- Juliette Atkinson (1873–1944), Tennisspielerin und Gewinnerin der US Open 1895, 1897, 1898
- Kathleen Atkinson (1875–1957), Tennisspielerin
- Walter Seuffert (1907–1989), deutscher Jurist und Politiker (SPD), MdB, Vizepräsident des Bundesverfassungsgerichtes
- Dory Previn (1925–2012), Schriftstellerin und Singer-Songwriterin
- Alfred M. Gray Jr. (1928–2024), General und „Commandant“ des U.S. Marine Corps
- Ronald Breslow (1931–2017), Chemiker
- Richard Tuttle (* 1941), Künstler
- Paul Le Mat (* 1945), Schauspieler
- Wayne Gilchrest (* 1946), Politiker
- Warren Vaché (* 1951), Musiker des Swing und Mainstream Jazz
- Chris Smith (* 1953), Politiker
- Allan Vaché (* 1953), Jazz-Klarinettist des Mainstream Jazz und des Swing
- Peter J. Boettke (* 1960), Wirtschaftswissenschaftler der Österreichischen Schule
- Louis Campbell (* 1979), Basketballspieler
- Dion Dawkins (* 1994), American-Football-Spieler

Bekannte Bürger
- Freddie Spencer (1902–1992), Radsportler, lebte rund 50 Jahre bis zu seinem Tod in Rahway